# Judas Christ
Judas Christ è il settimo album della band svedese Tiamat pubblicato nel 2002.

## Tracce
1. The Return of the Son of Nothing – 4:59
2. So Much for Suicide – 4:23
3. Vote for Love – 4:49
4. The Truth's for Sale – 4:40
5. Fireflower – 3:47
6. Sumer by Night – 2:37
7. Love Is as Good as Soma – 6:42
8. Angel Holograms – 3:38
9. Spine – 4:05
10. I Am in Love With Myself – 4:22
11. Heaven of High – 3:52
12. Too Far Gone – 4:49
13. Sixshooter (limited edition bonus track) – 4:10
14. However You Look At It You Loose (limited edition bonus track) – 4:08

## Formazione
- Johan Edlund - voce, chitarra
- Thomas Petersson - chitarra
- Anders Iwers - basso
- Lars Sköld	- batteria